# Metraeopsis cuneatalis
Metraeopsis cuneatalis là một loài bướm đêm trong họ Crambidae.